# 包容 (清朝人物)
包容（？—？），字喆生，一字哲生，號哲臣，江西南昌人，中國清朝官員。

## 生平
包容援例捐知縣後，於光緒十四年（1888年）七月署臺南府安平縣知縣，九月調署嘉義縣知縣。任嘉義縣知縣時，臺灣發生施九緞事件，包容命在籍工部主事林啟東、嘉義營參將陳宗凱進行「聯莊緝匪」，嘉義縣境內遂平安無事。光緒十五年（1889年），包容捐俸重修因地震受損的嘉義縣城城垣（林啟東辦理具體工程）。光緒十七年（1891年）夏，包容陞署臺南府知府。次年（1892年）夏，改任臺南支應局提調。
據說在光緒十八年（1892年）十一月陞署基隆同知（臺北府撫民理番同知），光緒二十年（1894年）於任內去世。但是《重修臺灣省通志》的臺北府撫民理番同知名單中並未列有包容。